# トゥルハン・スルタン
トゥルハン・スルタン（オスマン語: تورخان سلطان「慈悲深い」または「気高い」スルタン英語: Turhan Hatice Sultan、1627年頃 - 1683年8月4日）は、オスマン帝国の第1の妃（英語）。
夫イブラヒム（在位1640年–1648年）の退位を受けて母后 (Valide sultan) として親政した。息子にメフメト4世（在位1648年–1687年）がいる。建築の仕事に理解を示した。オスマン帝国史上、正式に執政を認められて国を治めた女性はイブラヒムの生母en:Kösem Sultan とトゥルハンのみである。その治世はオスマン帝国の女人天下として語り継がれている。

## 生涯

### 母后になるまで
トゥルハンは1627年生まれ、ロシア南東部出身のルス人であった。タタール人に襲撃された故郷から連れ出されクリム・ハン国に着くと、〈盲目の〉キョル・スレイマン・パシャ（トルコ語: Kör Süleyman Pasha）からキョセム・スルタン（トルコ語: Kösem Sultan）に献納されてトプカプ宮殿のハレムに入った。宮殿ではキョセム・スルタンの息女アティケ・スルタン（アフメト1世との娘）に行儀見習いとしてつき、やがてキョセムのとりなしで即位した子息イブラヒムの妃となった。資料によると背が高くどちらかというと虚弱で、肌は白く碧眼であったという。
イスタンブールには男きょうだいの Yunus Agha（1689年没）が暮らしていた。
1642年1月2日にメフメトを出産した。宮殿の内外は王子の誕生をとても喜び、スルタンは長男が生まれてもトゥルハンに特に目をかけないまま月日が過ぎ、第一妃の日当をアクチェ銀貨（英語）で1000枚、届けさせるのみだった。むしろ女奴隷が産んだ子どもを嫡男よりも可愛がり、ある時、それをトゥルファンになじられると、妃が抱いていたメフメトを泉水に投げ込んでしまう。その時の傷は成人してもメフメトの額に残った。 

### 母后として
イブラヒムには異常な振る舞いが多く、1648年に退位させられ、程なくして殺害された。幼い嗣子のメフメト4世が即位し、トゥルハンはヴァリデ（母后）となった。しかし義母キョセム・スルタンと実権をめぐり対立し、イェニチェリがキョセムを支持、黒人宦官がトゥルハンを支持するという構図が出来た。1651年にキョセムはトゥルハンの影響力を削ぐべくメフメト4世を退位させる計画をたてた。しかしキョセムの使用人のメレキ・ハトゥンの密告によりこれが発覚し、トゥルハンは先手をうって刺客を送りキョセムを殺害した。
キョセムの死後トゥルハンは正式に摂政となったがキョセムと違い、権力を乱用することは無かった。1656年にトゥルハンはキョプリュリュ・メフメト・パシャを大宰相に任命し全権を委任した。これは成功しヴェネツィア海軍を破ることに成功した。その後キョプリュリュ時代と呼ばれる時代を迎え、オスマン帝国の領土は最大となった。
また、後にメフメト4世の妃のギュルヌシュ・スルタンが息子のムスタファ（後のムスタファ2世）を出産した時、ギュルヌシュはメフメト4世の異母弟のスレイマンとアフメトを殺害しようとしたがトゥルハンはこれを防いだ。
トゥルハンは1683年に死去した。実権を握った最後の母后の死は、母后の時代の終焉を意味していた。

## 子女
- メフメト4世
- ファトマ・スルタン

## ギャラリー

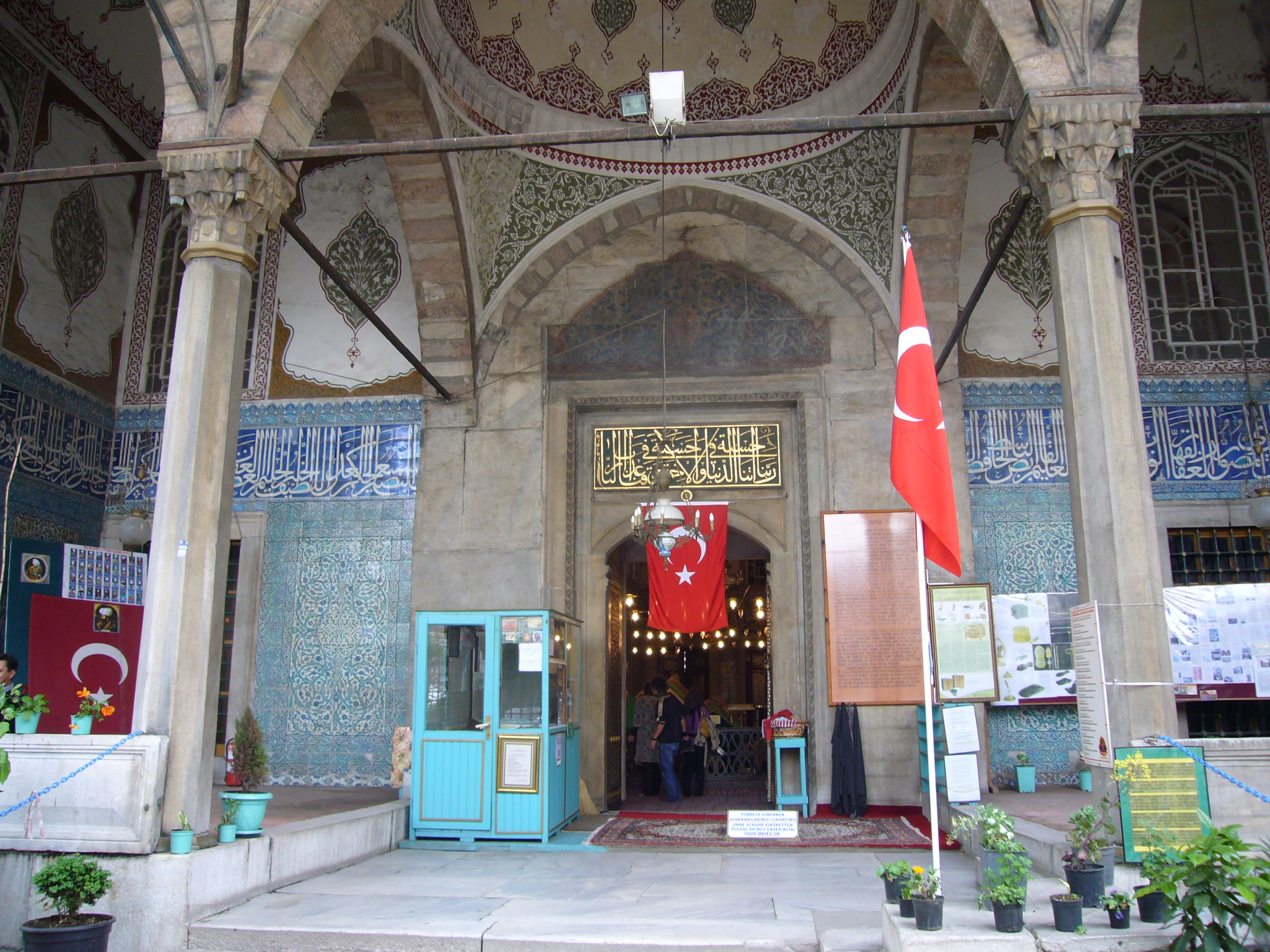
トゥルハン スルタンの霊廟（türbe）の入り口
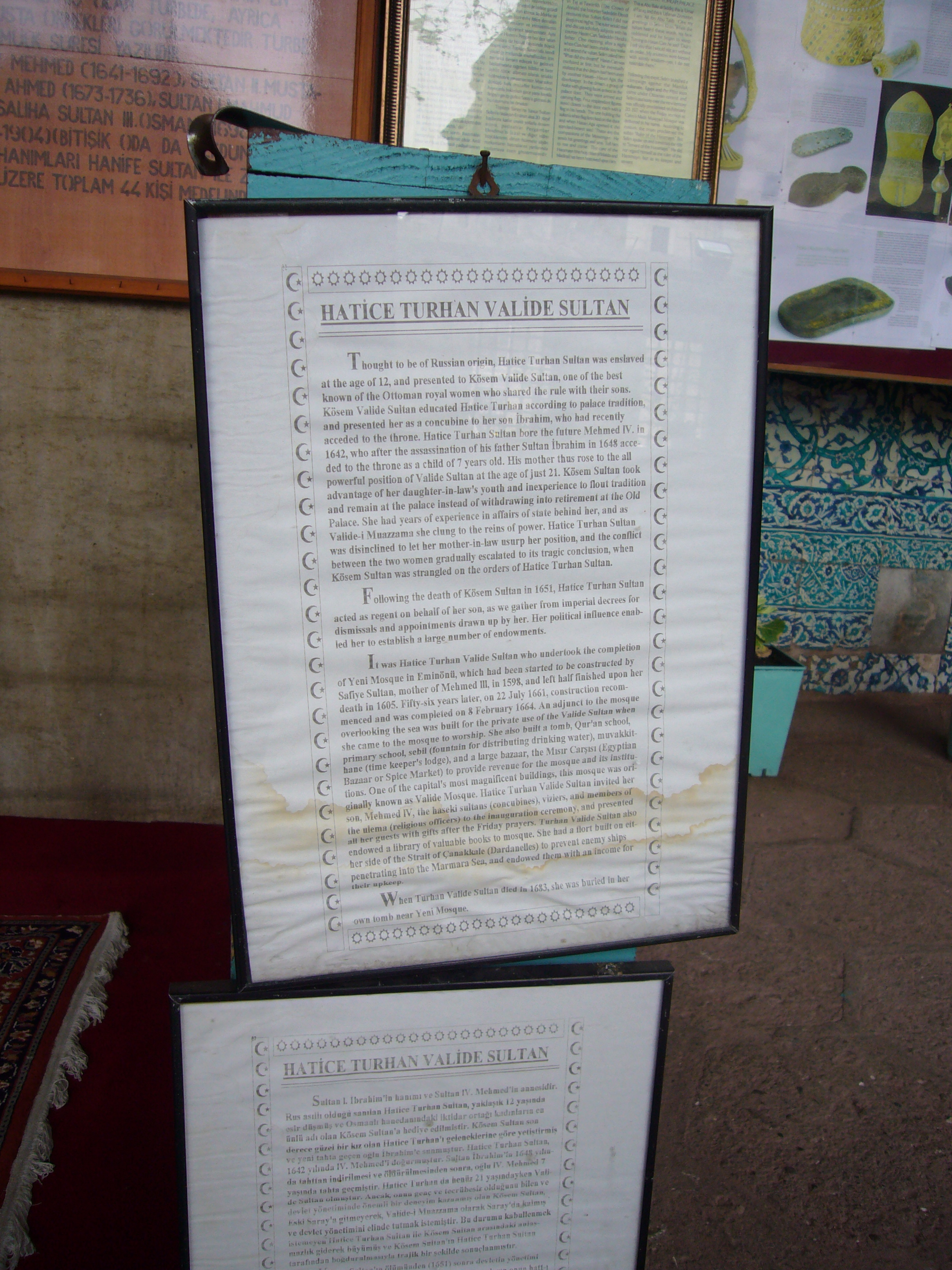
トゥルハン・スルタンの墓の入り口の碑文
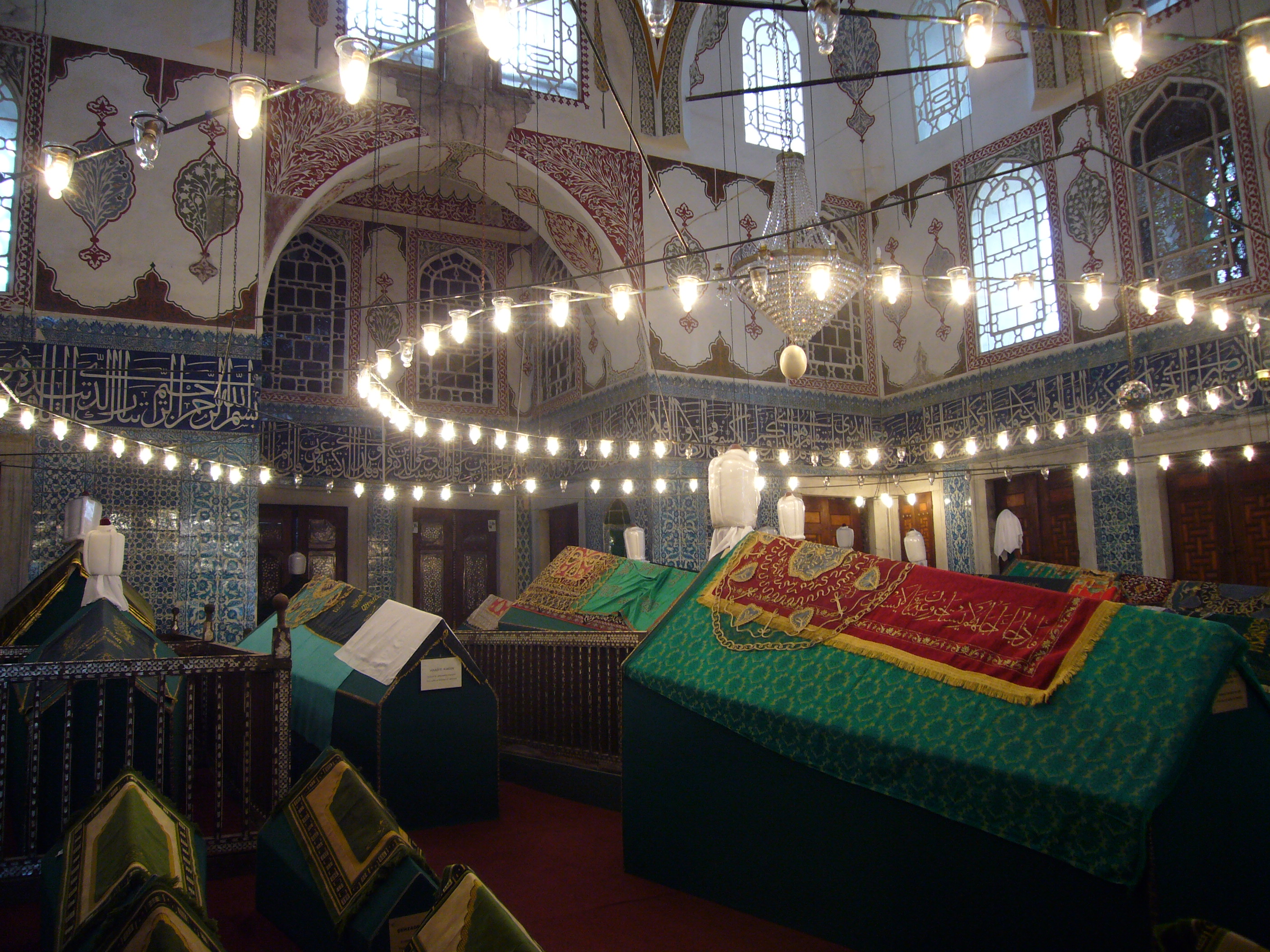
トゥルハン・スルタンの墓はイェニ・モスクに近い（イスタンブール、エミニョニュ地区（英語））
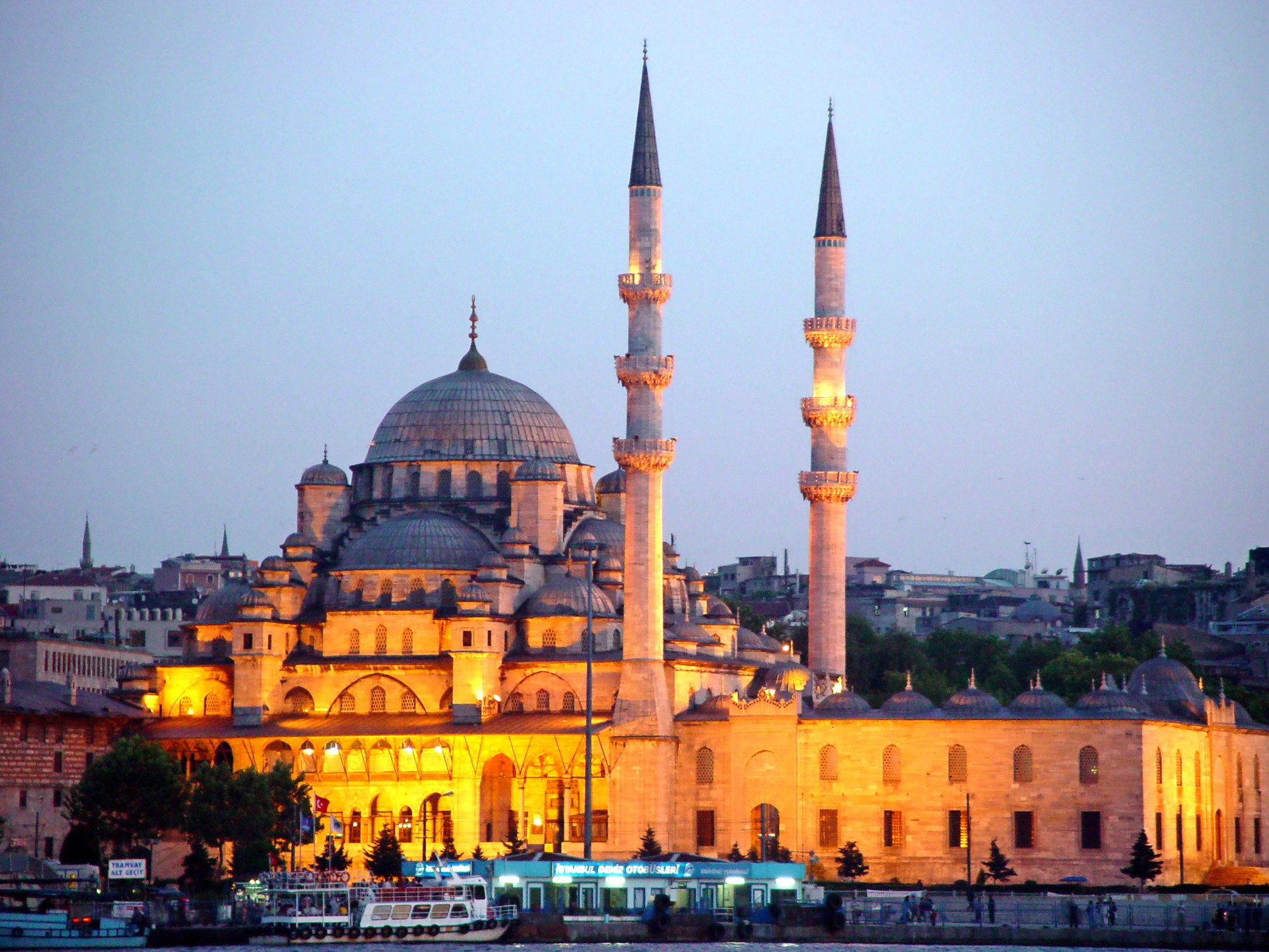
イェ二モスク（英語版）